# Krigsåret 2014

## Pågående krig
- Syriska inbördeskriget (2011–, se även Islamiska staten)
- Irakiska inbördeskriget (2011–, se även Islamiska staten)
- Konflikten i östra Ukraina 2014 (i Donetsbäckenet sedan våren)
- Gazakriget 2014 (juni–augusti)
- Andra libyska inbördeskriget 2014-
- Darfurkonflikten (2003-)

## Händelser
- 27 februari – Maskerade, beväpnade män, som senare visar sig vara ryska soldater, tar kontrollen över Krim – se Krimkrisen.
- 1 augusti – 100-årsminnet av första världskrigets utbrott uppmärksammas.
- 21 september – En fredsmarsch i Moskva, i protest mot rysk intervention i Ukraina, lockar minst 26 100 deltagare.[1]

## Avlidna
- 2 januari
  - Mamadou Ndala, kongolesisk armélöjtnant, efter skador vid raketanfall.[2]
  - Harald Nugiseks, 92, estländsk krigsveteran och antikommunistisk aktivist.[3]